# 1274
Évszázadok: 12. század – 13. század – 14. század
Évtizedek: 1220-as évek – 1230-as évek – 1240-es évek – 1250-es évek – 1260-as évek – 1270-es évek – 1280-as évek – 1290-es évek – 1300-as évek – 1310-es évek – 1320-as évek
Évek: 1269 – 1270 – 1271 – 1272 –  1273 – 1274 – 1275 – 1276 – 1277 – 1278 – 1279

## Események

### Határozott dátumú események
- július 22. – I. Henrik halála után a hároméves lánya, Johanna lesz Navarra királynője. (Johanna 1305-ig uralkodik.)
- augusztus 19. – Anglia királyává koronázzák Edwardot, III. Henrik fiát.[1]
- augusztus 21. – III. Fülöp francia király és Brabanti Mária házassága.
- november 19. – I. Rudolf német királyt a nürnbergi birodalmi gyűlés felhatalmazza, hogy II. Ottokárt megfossza Csehországon és Morvaországon kívüli tartományaitól.[2] (Ő az első császár aki birodalmi gyűlésen németül szólal meg, na persze nem nemzeti öntudattól vezérelve, hanem azon egyszerű okból, hogy nem tudott latinul.)[3]

### Határozatlan dátumú események
- szeptember – A Csákok serege a polgárdi csatában megveri az András herceget trónkövetelőként felléptető Kőszegi Henrik seregét, a csatában Kőszegi Henrik is elesik.
- november – A nürnbergi birodalmi gyűlés felszólítja II. Ottokár cseh királyt az elfoglalt területek visszaadására.
- az év folyamán – 
  - X. Gergely pápa Lyonban, a XIV. egyetemes zsinaton közzéteszi Ubi periculum kezdetű konstrukcióját, mellyel megalapítja a pápa választására – megszabott rend szerint – összeülő bíborosi testületet, a konklávét. Ugyanezen a zsinaton új keresztes hadjáratot hirdet.[4]
  - Tájfun szórja szét a Japán meghódítására induló mongol-koreai flottát.
  - Kung-ti követi apját Tu-cungot a kínai trónon.

## Születések
- február 9. – Toulouse-i Szent Lajos († 1299)
- július 11. – I. Róbert skót király († 1329)
- július 12. – VII. Henrik német-római császár († 1313)
- az év folyamán – VI. Erik dán király († 1319)
- Marino Falier velencei dózse

## Halálozások
- március 7. – Aquinói Szent Tamás katolikus teológus (* 1225)
- július 16. – Szent Bonaventura, ferences teológus (* 1221)
- július 22. – I. Henrik navarrai király (* 1244)
- Robert de Sorbon francia teológus a Sorbonne egyetem alapítója
- Hanno von Sangershausen a Német Lovagrend nagymestere
- Tu-cung kínai császár